# Fernmeldeturm Bad Kreuznach
Der Fernmeldeturm Schanzenkopf ist eine Sendeanlage für UKW-Hörfunk auf dem Schanzenkopf bei Bad Kreuznach. Das Betriebsgelände des Fernmeldeturms befindet sich auf der Gemarkung der Stadt Bad Kreuznach. Der 127 Meter hohe Fernmeldeturm der Deutschen Funkturm wurde als Typenturm erbaut. Der Turm ist Einspeisepunkt für das Kabelfernsehen, bei dem die Signale per Richtfunk vom Ellerspring im Soonwald zugeführt werden.

## Frequenzen und Programme

### Analoges Radio (UKW)
| Frequenz (MHz) | Programm                   | RDS PS             | RDS PI                | Regionalisierung | ERP (kW) | Antennendiagramm rund (ND)/gerichtet (D) | Polarisation horizontal (H)/vertikal (V) |
| -------------- | -------------------------- | ------------------ | --------------------- | ---------------- | -------- | ---------------------------------------- | ---------------------------------------- |
| 106,5          | Rockland Radio             | Rockland           | D3AA                  | Bad Kreuznach    | 0,05     | ND                                       | H                                        |
| 89,7           | RPR1                       | RPR1._MZ, _RPR1.__ | D6A8 (regional), D3A8 | Rhein-Main       | 0,1      | ND                                       | H                                        |
| 104,8          | bigFM                      | _bigFM_            | D3A9                  | Rheinland-Pfalz  | 0,2      | ND                                       | H                                        |
| 88,3           | Antenne Bad Kreuznach 88,3 | ANTENNE_           | 1EA8                  | –                | 0,1      | ND                                       | H                                        |

### Digitales Radio (DAB+)
Seit dem 10. Oktober 2023 wird auch das Digitalradio (DAB+) in vertikaler Polarisation und im Gleichwellenbetrieb mit anderen Sendern ausgestrahlt. Der Sender Bad Kreuznach-Schanzenkopf (Rheinland-Pfalz) schließt Versorgungslücken in der 50.000-Einwohner-Stadt, in den Landkreisen Mainz-Bingen und Alzey sowie entlang der Autobahnen A61 und A60 und der Bundesstraße B48. 
| Block             | Programme | ERP (kW) | Gleichwellennetz |
| ----------------- | --- | -------- | --- |
| 5C DR Deutschland | DAB+-Multiplex von Media Broadcast: - Absolut relax (72 kbps) - Dlf (104 kbps) - Dlf Kultur (112 kbps) - Dlf Nova (104 kbps) - DRadio DokDeb (48 kbps) - Energy Digital (72 kbps) - ERF Plus (64 kbps) - Klassik Radio (72 kbps) - Radio Bob (72 kbps) - Radio Horeb (48 kbps) - Radio Schlagerparadies (64 kbps) - Schwarzwaldradio (64 kbps) - sunshine live (72 kbps) - DRadio Daten (32 kbps Daten) - EPG Deutschland (16 kbps Daten) - TPEG (16 kbps Daten) - TPEG_MM (16 kbps Daten) | 7,1      | - Baden-Württemberg: Aalen, Baden-Baden (Fremersberg), Bad Mergentheim, Blauen, Brandenkopf, Donaueschingen, Feldberg im Schwarzwald, Freiburg (Vogtsburg-Totenkopf), Geislingen (Oberböhringen), Großerlach (Hohe Brach), Heidelberg (Königstuhl), Heilbronn (Schweinsberg), Hochrhein (Rickenbach), Hornisgrinde, Pforzheim (Schömberg-Langenbrand), Raichberg, Ravensburg (Höchsten), Reutlingen, Stuttgart (Frauenkopf), Ulm (Kuhberg) - Bayern: Amberg (Hirschau), Aschaffenburg (Pfaffenberg), Augsburg (Hotelturm), Bamberg (Geisberg), Büttelberg, Brotjacklriegel, Dillberg, Grünten, Herzogstand, Hochberg (Traunstein), Hoher Bogen, Ingolstadt (Gelbelsee), Kreuzberg/Rhön, Landshut, München (Olympiaturm), Nennslingen (Büchelberg), Nürnberg, Oberammergau, Ochsenkopf, Passau, Pfänder, Pfaffenhofen, Pfarrkirchen, Pfronten, Regensburg (Hohe Linie), Unterringingen, Untersberg, Wendelstein (Bayrischzell), Würzburg (Frankenwarte) - Berlin: Berlin (Alexanderplatz), Berlin (Scholzplatz) - Brandenburg: Bad Belzig, Booßen, Brandenburg/Havel, Calau, Casekow, Cottbus, Eisenhüttenstadt, Petkus, Pritzwalk, Templin - Bremen: Bremen (Walle), Bremerhaven-Schiffdorf - Hamburg: Hamburg (Moorfleet), Hamburg (Heinrich-Hertz-Turm) - Hessen: Bad Hersfeld (Rimberg), Biedenkopf (Sackpfeife), Fulda (Hummelskopf), Frankfurt (Europaturm), Gelnhausen (Schnepfenkopf), Gießen (Dünsberg), Großer Feldberg, Hardberg, Hoher Meißner, Kassel (Habichtswald), Mainz-Kastel - Mecklenburg-Vorpommern: Garz (Rügen), Güstrow, Malchin, Neubrandenburg-Süd, Rostock (Toitenwinkel), Röbel, Schwerin (Zippendorf-Gr.Dreesch), Torgelow, Wismar/Rüggow, Züssow - Niedersachsen: Aurich-Popens, Braunschweig (Broitzem), Braunschweig (Drachenberg), Cuxhaven-Stadt, Dannenberg, Göttingen (Bovenden-Osterberg), Hannover (Telemax), Lingen, Lüneburg-Neu Wendhausen, Molbergen-Peheim, Osnabrück (Bramsche-Schleptruper Egge), Sibbesse (Hildesheim), Steinkimmen, Uelzen, Visselhövede - Nordrhein-Westfalen: Aachen (Karlshöhe), Bielefeld (Hünenburg), Bonn (Venusberg), Dortmund (Florianturm), Düsseldorf (Rheinturm), Eggegebirge, Herscheid, Hochsauerland (Hunau), Hürtgenwald-Großhau, Köln (Colonius), Langenberg, Lügde-Rischenau (Köterberg), Minden (Jakobsberg), Münster (Fernmeldeturm), Schöppingen, Siegen-Süd, Wesel - Rheinland-Pfalz: Bad Kreuznach (Schanzenkopf), Bad Marienberg (Westerwald), Bornberg, Daun (Eifel), Edenkoben (Kalmit), Heckenbach-Schöneberg (Ahrweiler), Idar-Oberstein, Kaiserslautern, Kettrichhof, Koblenz (Kühkopf), Trier (Petrisberg) - Saarland: Merzig-Merchingen, Saarbrücken (Schoksberg) - Sachsen: Chemnitz, Dresden, Geyer, Leipzig, Löbau, Neustadt, Oschatz, Schöneck, Zwickau Ost - Sachsen-Anhalt: Brocken, Burg, Dequede, Petersberg, Pettstädt (Weißenfels), Schneidlingen, Wittenberg - Schleswig-Holstein: Bungsberg, Flensburg, Heide, Helgoland, Hennstedt, Kiel (Kronshagen), Lübeck (Stockelsdorf), Süderlügum, Westerland (Sylt) - Thüringen: Bleßberg (Sonneberg), Erfurt-Hochheim, Gera, Inselsberg, Jena (Oßmaritz), Kulpenberg, Saalfeld (Remda), Lobenstein (Sieglitzberg), Weimar (Ettersberg) |

### Ehemaliges Analoges Fernsehen (PAL)
Vor der Umstellung auf DVB-T am Sender Donnersberg liefen hier unter der Bezeichnung Sender Altenbamberg die folgenden analogen Fernsehprogramme:
| Kanal | Frequenz (MHz) | Programm                                                  | ERP (kW) | Antennendiagramm rund (ND)/ gerichtet (D) | Polarisation horizontal (H)/ vertikal (V) |
| ----- | -------------- | --------------------------------------------------------- | -------- | ----------------------------------------- | ----------------------------------------- |
| E45   | 663,25         | Das Erste (SWR)                                           | 0,1      | D                                         | V                                         |
| E35   | 583,25         | ZDF                                                       | 0,05     | D                                         | V                                         |
| E55   | 743,25         | SWR Fernsehen Rheinland-Pfalz/Südwest Fernsehen/Südwest 3 | 0,05     | D                                         | V                                         |

## Sonstiges
Anfang 2020 berichteten örtliche Zeitungen über den Vorschlag von Markus Lüttger, den Turm als Veranstaltungsort für Familien und Firmen zu nutzen.